# Zawada (Staszów)
Pour les articles homonymes, voir Zawada.
Zawada est une localité polonaise de la gmina de Połaniec, située dans le powiat de Staszów en voïvodie de Sainte-Croix.